# Bannes, Lot
Bannes är en kommun i departementet Lot i regionen Occitanien i södra Frankrike. Kommunen ligger i kantonen Saint-Céré som tillhör arrondissementet Figeac. År 2022 hade Bannes 145 invånare.

## Befolkningsutveckling
Antalet invånare i kommunen Bannes
| Referens: INSEE |